# Coon vs. Coon and Friends
«Coon vs Coon and Friends» (en España y en Hispanoamérica «Coon vs. Coon y Amigos») es el decimotercer episodio de la decimocuarta temporada de la serie de Comedy Central South Park. Fue estrenado el 10 de noviembre de 2010.
El episodio fue escrito y dirigido por el cocreador de la serie Trey Parker, y fue calificado como TV-MA L en los Estados Unidos. En su estreno original estadounidense el 10 de noviembre de 2010, «Coon vs Coon and Friends» fue visto por 3.249.000 espectadores, según la empresa Nielsen Media Research. Recibió una calificación de 1,9 / 5% de cuota entre los espectadores adultos entre las edades de 18 y 49.
En este episodio, Cartman demuestra ser incluso peor que el señor oscuro, Cthulhu, mientras castiga a sus antiguos socios de Coon & Friends. Kenny está luchando con el peso de su propio superpoder a través de su alter ego, Mysterion.  
El episodio continúa a partir de anteriores episodios de South Park «Coon 2: Hindsight» y «Mysterion Rises» y revela la identidad de todos los integrantes de Coon and Friends.

## Trama
El episodio comienza con Bradley Biggle, como Mint Berry Crunch, que resume el episodio anterior en formato de libro de historietas. Los chicos plantean su preocupación por los poderes de Mint Berry Crunch, ya que no aceptan "el poder de la menta y bayas con un toquecito crujiente" como un superpoder legítimo. Durante la discusión sobre los poderes, los chicos le piden a Mysterion que diga su poder. Mysterion audazmente afirma que "no puedo morir". Los otros muchachos, que sólo está imaginando sus poderes, casualmente toman nota. Mysterion ve que no están tomando su declaración con seriedad, y con la frustración, les dice a ellos que "realmente, realmente no puedo morir". Trata de hacer recordar a los que fueron testigos la noche anterior de su muerte, apuñalado, pero los otros muchachos no lo recuerdan en absoluto. En un intento de probar su punto, Mysterion les grita que recuerden, saca una pistola, y se dispara en la cabeza, dejando a los niños en estado de shock total. Sin embargo, para gran disgusto de Mysterion, nota que olvidaron completamente que se disparó cuando todo el mundo, incluyendo a sí mismo, regresa para otra reunión sobre las buenas obras.
Después de proporcionar su propio resumen distorsionado de la historia hasta ahora, Cartman (después de usar la "Técnica LeBron James" para confundir a su madre para que no le castigue) llega y atrae a los héroes afuera de su casa, donde él le pide a Cthulhu que los destierre al oscuro olvido. Mint Berry Crunch se escapa y se hace pasar por heroico viendo Judge Judy, mientras que el resto de los héroes son transportados a R'lyeh. Una vez hecho esto, Cartman estando en la cabeza Cthulhu lo dirige hacia el festival Burning Man para masacrar a los hippies. 
En R'lyeh, Mysterion ve la muerte como su única vía de escape posible a la Tierra y salvar a sus amigos, entonces se suicida tirándose a un pozo de pinchos mortales (quejándose del dolor de esta forma particular de muerte). Kenny despierta de nuevo en la cama y se pone su traje de Mysterion, sale a aprender más acerca de Cthulhu y sus poderes para salvar a sus amigos. Él va a la casa de Henrietta, donde ella y los otros niños góticos se quejan de Cthulhu no cambió todo como se les hizo creer, afirmando que "Es como Obama". En ese momento, la madre de Henrietta llega y le dice que su hermano, que resulta ser Bradley, quiere jugar con ellos. Al entrar en la habitación, Bradley ve a Mysterion y corre de vuelta a su habitación para cambiarse la ropa a Mint Berry Crunch. Mientras tanto, los chicos góticos dicen a Mysterion que Cthulhu sólo puede ser matado por otro inmortal, lo que significa que Kenny es aparentemente el único que tiene el poder para detener la masacre de Cthulhu.
Seguido por Mint Berry Crunch, Mysterion rastrea al Coon y a Cthulhu, ya que este último acaba de terminar de masacrar a Justin Bieber y a un gran cantidad de sus fanes. Después de reprender al Coon por tratar de hacer el mundo a su imagen (algo que se supone que ningún superhéroe debe hacer), Mysterion desafía Cthulhu ofreciéndole una victoria fácil si él trae a sus amigos de vuelta, pero Cthulhu simplemente camina lejos después de ser influenciado por un acto de "lindo gatito" del Coon. Una luz brillante desciende desde el aire y un hombre aparece en el interior, que se revela a sí mismo como el padre biológico de Bradley desde un planeta lejano que envió a su hijo a la tierra para detener al mal y evitar que se apodere de la Tierra. Bradley, cuyos poderes de Mint Berry Crunch eran en realidad de verdad, logra someter Cthulhu, arrastrarlo de nuevo a la dimensión de donde vino, salva los otros héroes del olvido, cierra el agujero que hizo la perforadora de BP en el Golfo de México, y regresa brevemente a su casa para dar el dedo medio a su hermana. 
Con Cartman encarcelado en la base secreta de Coon y Amigos, Mint Berry Crunch desaparece en un destello de luz, dejando al resto de los héroes sorprendidos de que Bradley realmente tenía superpoderes. Mysterion, decepcionado porque no aprendió nada de su verdadero pasado y su identidad, dice que va a dormir y se pega un tiro en la cabeza. La escena cambia para mostrar la madre de Kenny dar a luz a Kenny de nuevo. Los padres de Kenny dejan al recién nacido Kenny en la cama, envolviéndolo en su campera naranja, y dicen que nunca deberían haber ido a esa reunión de la secta, lo que implica que los poderes de Kenny son el resultado de las prácticas del culto.